# 1891 en chimie
Cet article présente les faits marquants de l'année 1891 en chimie.

## Évènements
- La chimiste allemande Agnes Pockels publie un article dans Nature concernant les phénomènes de tension de surface des fluides[1].
- Le chimiste allemand Emil Fischer conçoit la projection de Fischer[2].
- Le chimiste italien Pietro Biginelli développe une méthode qui sera plus tard connue comme la Réaction de Biginelli[3],[4].

## Prix
- Médaille Davy : Viktor Meyer pour ses recherches sur la détermination de densités de vapeur à hautes températures[5],[6].

## Naissances
- 12 janvier : Jack Drummond (mort en 1952), biochimiste britannique.
- 23 avril : Albert Perronne (mort en 1982), chimiste et photographe français.
- 29 avril : Georges Chaudron (mort en 1976), chimiste français.
- 5 juillet : John Howard Northrop (mort en 1987), biochimiste américain.
- 6 novembre : Rudolf Hauschka (mort en 1969), chimiste fondateur du laboratoire et entreprise pharmaceutique et cosmétique Wala.

## Décès
- 17 mars : Auguste Cahours né en 1813),  chimiste français.
- 30 août : Emanoil Bacaloglu (né en 1830), mathématicien, physicien et chimiste roumain.
- 13 décembre : Jean Servais Stas (né en 1813), chimiste belge.